# Захоплення Махдії (1550)
Захоплення Махдії (1550) — облога і захоплення іспанським флотом портового міста Махдія на африканському узбережжі Середземного моря, що відбувалась з червня по вересень 1550 року в ході османсько-габсбурзького протистояння за контроль над Середземним морем і Північною Африкою. Сили іспанської морської експедиції під командуванням генуезького адмірала Андреа Доріа і іспанця Бернардіно де Мендоса, за підтримки мальтійських лицарів на чолі з великим магістром Клодом де ля Сенгле, взяли в облогу і захопили фортецю Махдія, яку нещодавно захопив і захищав османський адмірал Тургут-реїс, широко відомий в Європі як Драгут. Тургут-реїс використовував це місце як базу для свої корсарських рейдів проти узбережжя Іспанії та Італії. Через складнощі з утриманням міста, в 1553 році іспанський гарнізон залишив Махдію, а всі її укріплення знесли, щоб уникнути повторного використання міста османами як потужну морську базу.

## Передумови

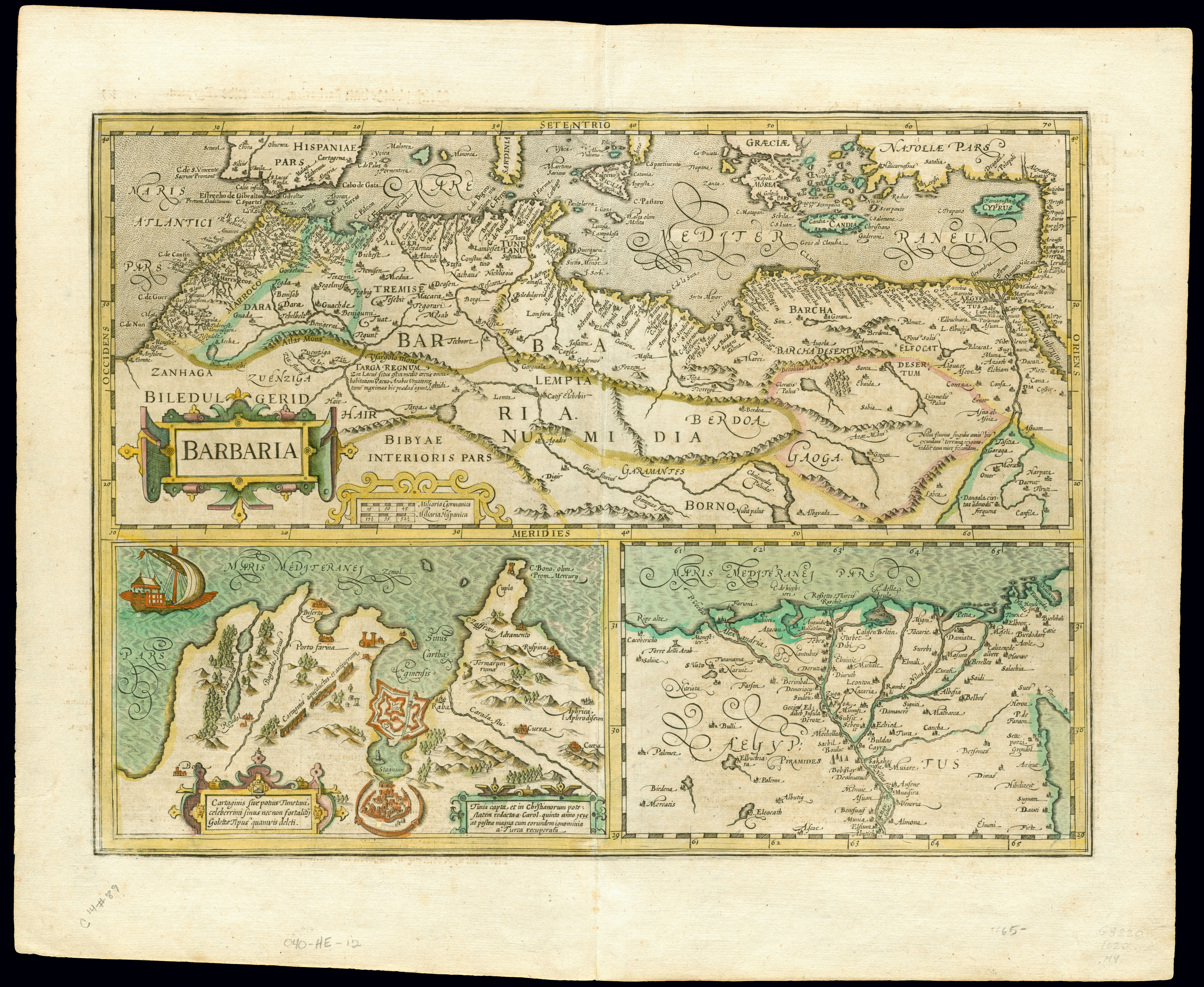
Карта Берберії Джерарда Меркатора. Вперше опубліковано Джодоком Гондіусом.

Після смерті Хайр ад-Діна Барбаросси в липні 1546 року, османський адмірал Тургут-реїс отримав посаду командувача османських морських сил у Середземномор'ї і на чолі свого флоту здійснював агресивні рейди на габзбурзькі та генуезькі володіння.
У 1550 р. хафсидське королівство на території Іфрикії перебувало в стані анархії, фактична влада належала місцевим вождям, які воювали між собою і ніхто з яких не визнавав влади туніського султана Абу аль-Аббаса Ахмада III, який в 1543 році скинув і засліпив свого батька Абдаллаха аль-Хасана, протеже імператора Карла V Габсбурга. Скориставшись цією ситуацією, навесні 1550 року Тургут-реїс за допомогою одного з місцевих ватажків взяв під контроль прибережну місто-фортецю  Махдія, що розташовувалась на вузькому скелястому півострові, що видавався далеко в море і була захищений двома колами могутніх стін з вежами та оточеною ровом цитаделлю.
Побоюючись, що місто стане базою для берберських корсарів і загрожуватиме християнському судноплавству в Західному Середземномор'ї, імператор Священної Римської імперії Карл V за підтримки папства і Мальтійських лицарів вирішив організувати експедицію для захоплення міста. Командування операцією було доручено генуезькому адміралу Андреа Доріа та Бернардіно де Мендоса, генерал-капітану галер Іспанії. Вони очолювали флот з 52 галер і 28 карак, які несли на борту армію на чолі з генерал-капітаном Хуаном де ла Вега, віце-королем Сицилії, та облогову зброю та запаси, які забезпечували сам де ла Вега та віце-король Неаполя.

## Експедиція

### Облога

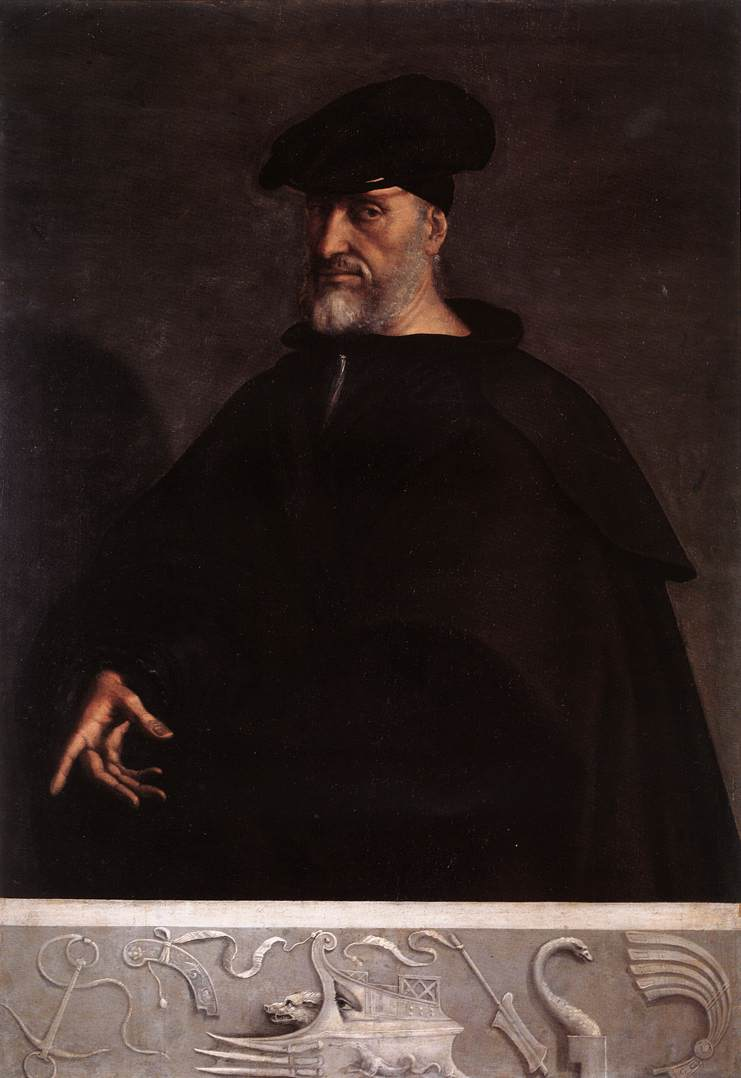
Портрет Андреа Доріа, c. 1520, Себастьяно дель Піомбо.

Іспанський флот відплив до Махдії 24 червня і прибув туди через чотири дні. Місто захищав племінник Тургут-реїса, Хезар. В очікуванні того, що місто опиниться в облозі, Хезар протягом двох місяців збирав запаси худоби, рису і бобів, достатні для того, щоб прогодувати місто протягом року. Висадка іспанських військ проходила під захистом гармат галер і поза досяжністю артилерії Махдії. За лічені години іспанський десант витіснив османську піхоту та кінноту з пагорба, який вони зайняли, і наступного дня місто було повністю оточене траншеями, викопаними в шестистах метрах від стін. Луїс Перес де Варгас, керівник туніського форту Ла Гулет, який командував іспанською артилерією, наказав встановити кілька важких гармат на пагорбі, зайнятому напередодні, для прикриття місць розташування 18 легших гармат, які призначались для обстрілу стін міста. Того ж дня було здійснено перший штурм, але він був відбитий, оскільки рів навколо міста ще не був засипаний. Незважаючи на підтягнення артилерії впритул до стін і вдосконалення системи окопів, в наступні дні облогові війська, які знаходились під постійною загрозою контратак зі сторони османського гарнізону, не досягли помітного прогресу.

### Османський контрнаступ
Тургут-реїс отримав звістку про облогу, коли здійснював напади на узбережжя Валенсії. Після відбиття його нападу жителями Альсіри, Суеки та інших поселень, османський адмірал вирушив вздовж берберського узбережжя, закликаючи по допомогу та збираючи гроші на армію для звільнення Махдії від облоги. Бей Тунісу і очільник Кайруана відмовились йому допомогти, але Тургуту все ж вдалося зібрати військо в складі 3700 маврів, 800 турків і 60 сипахів, які його флот під покровом ночі висадив поблизу Махдії. Він також послав розвідника, який проплив повз іспанську блокаду і потрапив до Махдії, щоб повідомити свого племінника Хезара про своє прибуття.
На світанку 25 липня війська Тургут-реїса, заховані в оливковому гаю, атакували іспанців одночасно з гарнізоном Махдії, який зробив несподівану контрвилазку з-за мурів міста. Їм вдалося прорватись в окопи та в облоговий табір, але іспанським військам за артилерійської підтримки галер вдалось відбити напад і змусити захисників відступити за стіни Махдії. Тургут-реїс був змушений шукати прихистку на своїх галерах і повернутись на Джербу. Незважаючи на перемогу, християнські втрати були великими. Серед загиблих був командир іспанської артилерії Луїс Перес де Варгас.

### Кінець облоги
Після невдалої контратаки захисників Махдії, керівники облоги наказали вночі чотирьом галерам патрулювати район облоги, щоб запобігти подальшим атакам. Кілька інших галер було відправлено на Сицилію, щоб відвезти поранених та хворих солдатів та доставити свіжі війська, а також боєприпаси, які надходили з Мілана, Флоренції, Лукки та Генуї. Очікуючи надходження боєприпасів, облогові інженери продовжували шукати найслабші місця оборони Махдії. Гарсія Альварес де Толедо, 4-й маркіз Віллафранки запропонував ідею організувати обстріл міських стін з моря, сформувавши для цього гарматну батарею на дерев'яній платформі, розміщеній на двох галерах, попередньо позбавлених щогл і з'єднаних між собою. На цій платформі розмістили дев'ять гармат, захищених щитами та парапетом, а галери з платформою закріпили на якорях перед стінами міста.
8 вересня гармати Гарсії Альвареса де Толедо, а також сухопутні батареї та інша морська артилерія відкрили вогонь по місту. Обстріл, який не припинявся протягом двох днів, призвів до утворення великих проломів в стінах Махдії. Після цього іспанці організували штурм міських укріплень в трьох різних місцях. Одну атаку було відбито, але дві інші досягнули успіху і захопили зненацька решту османських військ, напавши на них з тилу. Залишки сил захисників деякий час ще чинили опір усередині міських веж, але незабаром вони були також остаточно переможені. Губернатор Хезар був схоплений, а близько 7000 оборонців і мирних жителів Махдії було вбито або взято в полон.

## Наслідки
Санчо де Лейва залишився командувати іспанським гарнізоном Махдії до 1553 року. Карл V запропонував передати місто мальтійським лицарям, але вони відмовились від цього, вважаючи що утримання Махдії буде надто дорого коштувати ордену. Тоді Карл V, незважаючи на те, що Махдія була стратегічно важливою фортецею, наказав залишити місто, повністю демонтувавши перед відходом його укріплення. Завдання знесення мурів виконував Ернандо де Акунья. Незабаром після того, як в 1553 році позбавлене мурів місто залишив іспанський гарнізон, Махдію знову зайняли османи, але без своїх потужних укріплень місто продовжувало існувати лише як рибальське поселення. Махдія залишалась під владою Туреччини до 19 століття.
Тим часом султан Сулейман вважав, що захопленням Махдії Карл V порушив Адріанопольське перемир'я 1547 року і наказав Тургут-реїсу відновити війну проти християн. Після формування нового флоту Тургут-реїс повернувся на африканське узбережжя наступного року і в серпні 1551 р. зумів поквитатись з усіма учасниками захоплення Махдії — піддав нещадним обстрілам поселення на Сицилії, захопив і повністю розграбував мальтійський острів Гоцо, а також захопив у мальтійських лицарів та іспанців стратегічний порт Триполі.
У 1560 р. Тургут-реїс взяв участь в розгромі християнського флоту у битві при Джербі, але не зміг взяти Мальту, невдача, яка разом з невдачею османського губернатора Алжиру під Ораном і Мерс-Ель-Кебіром дозволила іспанцям зайняти в 1564 році скелястий півострів Пеньон-де-Велес-де-ла-Гомера, успіх, за яким у 1565 р. відбулась вирішальна оборона Мальти, під час якої Тургут-реїс загинув, поставивши цим самим крапку у своєму довгому протистоянні з лицарями-госпітальєрами.